# Basílica Úlpia
Basílica Úlpia é um antigo edifício civil romano que ficava no Fórum de Trajano separando o templo da praça principal, da qual resta hoje apenas a Coluna de Trajano, em direção noroeste. Seu nome é uma referência ao imperador romano Trajano, cujo nome completo era Marco Úlpio Trajano. Ao contrário das basílicas cristãs posteriores, o edifício não tinha nenhuma função religiosa e servia como local onde se administrava a justiça, se promovia o comércio e contava com a presença do imperador. Era a maior basílica de Roma, medindo 117 metros de comprimento.
Provavelmente era a mais importante basílica depois das duas mais antigas do fórum, a Basílica Emília e a Basílica Júlia. Com sua construção, muito da vida política da cidade mudou do Fórum Romano para o Fórum de Trajano, uma situação que perdurou até a construção da Basílica de Maxêncio e Constantino.

## Arquitetura
A Basílica Úlpia tinha uma grande nave central com quatro corredores e janelas no clerestório que ajudavam a iluminar o espaço, dividido por fileiras de colunas com duas absides semicirculares, uma em cada ponta, e com a entrada no lado longitudinal. As colunas e as paredes eram revestidas de mármores preciosos e o teto, com cinquenta metros de altura, era coberto por telhas de bronze dourado.
As muitas fileiras de colunas separando os corredores e a nave são tradicionais em basílicas, uma forma que remonta aos antigos salões hipostilos do Egito Antigo. Neste sentido, a Basílica Úlpia é bastante parecida com o mais famoso destes salões, o Grande Salão Hipostilo de Carnaque.
Muitas colunas ainda estão in situ, mas muitas mais ruíram. Parte da fundação da basílica está hoje sob a moderna Via dei Fori Imperiali, uma via construída na época de Benito Mussolini. Durante o período romano, o edifício era decorado com espólios de guerra e troféus da Guerras Dácias de Trajano.
Posteriormente, Constantino I utilizou o edifício como base para a construção das novas igrejas cristãs e também para a Basílica de Maxêncio e Constantino.

## Planimetria
| Planimetria dos fóruns imperiais de Roma |
| --- |
| Pórtico Curvo Pórtico Purpúreo Secretaria do Senado Plano de Mármore Templo da Via Sacra Biblioteca Vico Cúprio Arco de Trajano Arco de Druso Arco de Gêrmanico Pórtico Absidado Quadriga Estátua equestre Fórum de Trajano Mercado de Trajano Biblioteca Úlpia Coluna de Trajano Basílica Úlpia Basílica Argentária Templo de Marte Vingador Templo de Minerva Templo da Paz Fórum de César Templo da Vênus Genetrix Átrio da Liberdade Estátua equestre Fórum Romano Cúria Júlia Basílica Emília Subura Fórum de Nerva Fórum de Augusto Fórum da Paz |